# ドルパノール
ドルパノール(Drupanol)は、Psoralea drupaceaeの種子から単離されるフェノールである。バクチオールと同一の化合物であると言われることがあるが、同じ分子式であるだけで化学構造は異なり、構造異性体の関係にある。ドルパノールは、アンドロゲンと同化の活性を持ち、フィトアンドロゲンである。対照的に、バクチオールは、抗アンドロゲン剤として働くことが知られている。